# Ider
Ider – miasto w Stanach Zjednoczonych, w stanie Alabama, w hrabstwie DeKalb. W roku 2023 miasto zamieszkiwało 735 osób, a gęstość zaludnienia wynosiła 52,1 osoby/km².